# DJ・ジャジー・ジェフ&ザ・フレッシュ・プリンス
DJ・ジャジー・ジェフ&ザ・フレッシュ・プリンス（DJ Jazzy Jeff & the Fresh Prince）は、アメリカ合衆国の人気ラップ/ヒップホップ・デュオ。

## 概要
基本的に、ジャジー・ジェフ（DJ Jazzy Jeff）がDJ（バックトラック（音楽））を担当、フレッシュ・プリンス（Will Smith）がラップと作詞を担当している。
シングル"Parents Just Don't Understand"（邦題：ティーンエイジャーの主張）で注目を集めた。その後、グラミー賞を受賞。来日も果たす。フレッシュ・プリンスはテレビドラマにも主演。お茶の間スターとなり、のちに本名のウィル・スミスとして映画界でも成功を収める。
「大ネタ使い」「軟弱」との見方もあり、特にウィル・スミス時代はエミネムに歌詞の中で攻撃されたりもした。しかし、オールド・スクールとニュー・スクールの中間に位置し、"en:Summertime (DJ Jazzy Jeff & The Fresh Prince song)"、"en:Boom! Shake the Room"など、親しみやすく楽しいラップで多くの人に受け入れられた功績は大きい。

## ディスコグラフィー

### アルバム
- ロック・ザ・ハウス（英語版） （1987年）
- こいつがDJ、オイラはラッパー（英語版） （1988年）
- アンド・イン・ディス・コーナー（英語版） （1989年 / 1990年日本国内販売）
- ホームベース（英語版） （1991年）
- コード・レッド（英語版） （1993年）
- グレイテスト・ヒッツ（英語版） （1998年）

### シングル
From Rock the House
- Girls Ain't Nothing but Trouble
- The Magnificent Jazzy Jeff
- A Touch of Jazz

From He's the DJ, I'm the Rapper
- Brand New Funk
- Nightmare on My Street
- Parents Just Don't Understand

From And in This Corner…
- I Think I Can Beat Mike Tyson
- Jazzy's Groove

From Homebase
- Summertime
- Ring My Bell
- You Saw My Blinker

From Code Red
- Boom! Shake the Room
- I'm Looking for the One (To Be with Me)
- I Wanna Rock

From Willennium
- So Fresh(performed as DJ Jazzy Jeff & The Fresh Prince) (feat. Biz Markie, & Slick Rick)
- Pump Me Up(performed as DJ Jazzy Jeff & The Fresh Prince)

Other non-album singles
- The Fresh Prince of Bel-Air
- Lovely Daze
- Summertime '98" (SoulPower Remix)"